# Tanasak Srisai
Tanasak Srisai (Thai: ธนะศักดิ์ ศรีใส, * 25. September 1989) ist ein thailändischer Fußballspieler.

## Karriere

### Verein
Tanasak Srisai erlernte das Fußballspielen bei der Schulmannschaft der Patumkongka School. 2007 unterschrieb er seinen ersten Vertrag beim Drittligisten Pluakdaeng United FC. Hier spielte er bis Ende 2010 und schoss in 28 Spielen vier Tore. 2011 unterschrieb er einen Vertrag beim Erstligisten TOT SC der in der thailändischen Hauptstadt Bangkok beheimatet war. Hier absolvierte er in zwei Jahren 46 Spiele und schoss dabei zwei Tore. 2013 wechselte er in den Norden Thailands zum Spitzenclub Buriram United nach Buriram. Nach zwei Jahren ging er zurück nach Bangkok und unterschrieb einen Vertrag beim Erstligisten BEC Tero Sasana FC. Hier spielte er die Hinserie und kam siebenmal zum Einsatz. Mitte 2015 wechselte er in die dritte Liga nach Ubon Ratchathani zu Ubon UMT United. Mit dem Verein stieg er in die zweite Liga auf. Die Rückserie lief er 12-mal für Ubon auf und schoss zwei Tore. 2016 wechselte er an die Ostküste. Hier unterschrieb er einen Vertrag beim Erstligaaufsteiger Pattaya United in Pattaya. Hier stand er als Mannschaftskapitän 28-mal auf dem Platz und schoss dabei ein Tor. 2017 ging er zurück zum Ligakonkurrenten BEC-Tero Sasana FC. In 31 Spielen traf er zweimal das Tor. 2018 wechselte er zum ebenfalls in der ersten Liga spielenden Chiangrai United. 2018 gewann er mit Chiangrai den Thai League Cup, den Thailand Champions Cup und den 2018. Ein Jahr später feierte er mit dem Verein die Meisterschaft. 2020 gewann er zum zweiten Mal den Champions Cup. Im April 2021 stand er mit Chiangrai im Endspiel des FA Cup. Hier gewann man gegen den Chonburi FC im Elfmeterschießen. Am 1. September 2021 spielte er mit Chiangrai um den Thailand Champions Cup. Das Spiel gegen den thailändischen Meister BG Pathum United FC im 700th Anniversary Stadium in Chiangmai verlor man mit 0:1.

### Nationalmannschaft
2008 bis 2009 spielte er für die thailändischen Juniorenmannschaften U-19.
2012 wurde er zum ersten Mal vom deutschen Trainer Winfried Schäfer in die thailändische Nationalmannschaft berufen. Hier stand er im Aufgebot für den Kings Cup, wo er aber nicht zum Einsatz kam. Das einzige Spiel für die thailändische Nationalmannschaft bestritt er 2014 gegen die Nationalmannschaft des Libanon.

## Erfolge
Buriram United
- Thailändischer Meister: 2013, 2014
- Thailändischer Pokalsieger: 2013
- Thailändischer Ligapokalsieger: 2013
- Kor Royal Cup-Sieger: 2013, 2014

Ubon UMT United
- Regional League Division 2: 2015  ▲

Chiangrai United
- Thailändischer Meister: 2019
- Thailändischer Ligapokalsieger: 2018
- Thailändischer Supercup-Sieger: 2018, 2020
- Thailändischer Pokalsieger: 2018, 2020/21